# Rối loạn gắn bó ở trẻ
Rối loạn gắn bó ở trẻ (tiếng Anh: Reactive attachment disorder, viết tắt là RAD) được miêu tả trong y học lâm sàng là một chứng rối loạn nghiêm trọng và tương đối phổ biến có thể gây ảnh hưởng đến trẻ em. RAD thể hiện bởi tác động rõ rệt và những cách phát triển không phù hợp của mối quan hệ cộng đồng trong phần lớn hoàn cảnh. Nó có thể mang hình thức của sự cô đơn dai dẳng để bắt đầu hoặc phản ứng lại hầu hết các tương tác xã hội theo cách phát triển phổ biến - được gọi là "hình thức ức chế" - hoặc có thể tự biểu lộ tính xã giao một cách bừa bãi, chẳng hạn như tình cảm quá mức với người lạ - được gọi là "hình thức mất phản xạ".